# Velká Bukovina
Velká Bukovina là một làng thuộc huyện Děčín, vùng Ústecký, Cộng hòa Séc.